# Казанова, Корина
Кори́на Казано́ва (итал. Corina Casanova, род. 4 января 1956 года, Иланц, Швейцария) — федеральный канцлер Швейцарии с 1 января 2008 по 31 декабря 2015 года.

## Биография
Корина Казанова окончила Университет Фрибура в 1982 году со степенью бакалавра, затем работала адвокатом. С 1986 по 1990 год была представителем Международного Красного Креста в Южной Африке, Анголе, Никарагуа и Сальвадоре. Она также была помощником членов Федерального совета Флавио Котти и Жозефа Дайса.
1 августа 2005 года она была избрана на должность вице-канцлера. 12 декабря 2007 года Федеральное собрание Швейцарии избрало её на должность канцлера и 1 января 2008 года она вступила в должность.
Член Христианско-демократической народной партии, владеет семью языками: ретороманским, немецким, французским, итальянским, английским, испанским и немецко-швейцарским.